# Jenny Jones
Jenny Jones (Bristol, 3 luglio 1980) è una snowboarder britannica.

## Biografia
Specialista di halfpipe e slopestyle, ha esordito in Coppa del Mondo il 7 dicembre 2011 a Whistler, in Canada, giungendo 31ª nell'halfpipe. Ha conquistato il primo podio il 19 agosto 2013 a Cardrona  giungendo seconda nello slopestyle.
Ha partecipato all'edizione dei Giochi olimpici di Soči 2014, occasione in cui ha vinto la medaglia di bronzo nello slopestyle.

## Palmarès

### Olimpiadi
- 1 medaglia:
  - 1 bronzo (slopestyle a Soči 2014).

### Coppa del Mondo
- Miglior piazzamento nella Coppa del Mondo di snowboard freestyle: 41ª nel 2013.
- Miglior piazzamento nella Coppa del Mondo di slopestyle: 13ª nel 2013.
- Miglior piazzamento nella Coppa del Mondo di halfpipe: 80ª nel 2002.
- 1 podio:
  - 1 secondo posto.